# Canottaggio ai Giochi della IV Olimpiade - Quattro senza maschile
La competizione del quattro senza maschile dei Giochi della IV Olimpiade si è svolta al Henley Royal Regatta Course a Henley-on-Thames dal 30 al 31 luglio 1908.
A ogni regata prendevano parte due equipaggi. Ai perdenti delle semifinali è stata assegnata la medaglia di bronzo ex aequo.

## Risultati

### Semifinali
Si disputarono il giorno 30 luglio.
| Pos.   | Equipaggio                                                                                  | Nazione     | Tempo          |
| ------ | ------------------------------------------------------------------------------------------- | ----------- | -------------- |
| 1      | Magdalen College Boat Club Robert Cudmore Angus Gillan Duncan Mackinnon Robert Somers-Smith | Regno Unito | 8'34"0         |
| Bronzo | Argonaut Rowing Club Gordon Balfour Becher Gale Charles Riddy Geoffrey Taylor               | Canada      | a 2½ lunghezze |

| Pos.   | Equipaggio                                                                   | Nazione     | Tempo  |
| ------ | ---------------------------------------------------------------------------- | ----------- | ------ |
| 1      | Leander Club Philip Filleul Harold Barker John Fenning Gordon Thomson        | Regno Unito | 9'04"0 |
| Bronzo | Amstel Amsterdam Hermannus Höfte Albertus Wielsma Johan Burk Bernardus Croon | Paesi Bassi | ND     |

### Finale
Si disputò il giorno 31 luglio.
| Pos.    | Equipaggio                                                                                  | Nazione     | Tempo  |
| ------- | ------------------------------------------------------------------------------------------- | ----------- | ------ |
| Oro     | Magdalen College Boat Club Robert Cudmore Angus Gillan Duncan Mackinnon Robert Somers-Smith | Regno Unito | 8'34"0 |
| Argento | Leander Club Philip Filleul Harold Barker John Fenning Gordon Thomson                       | Regno Unito | ND     |